# 1. deild kvinnur (2008)
W roku 2008 odbyła się 24. edycja 1. deild kvinnur – pierwszej ligi piłki nożnej kobiet na Wyspach Owczych. W rozgrywkach wzięło udział 6 klubów z całego archipelagu. Tytułu mistrzowskiego broniła drużyna KÍ Klaksvík, zdobywając go ponownie po raz dziesiąty w swojej historii.
Każda z drużyn rozegrała po cztery mecze z każdym z przeciwników. Mistrz Wysp Owczych dostawał prawo do gry w Pucharze UEFA Kobiet.

## Uczestnicy
| Uczestnicy 1. deild kvinnur 2007                                                                              | Uczestnicy 1. deild kvinnur 2007 | Uczestnicy 1. deild kvinnur 2007 | Uczestnicy 1. deild kvinnur 2007 |
| --- | -------------------------------- | -------------------------------- | -------------------------------- |
| KÍ | KÍ Klaksvík                      | 1                                |                                  |
| B36 | B36 Tórshavn                     | 2                                |                                  |
| AB | AB Argir                         | 4                                |                                  |
| Nowi uczestnicy                                                                                               |                                  |                                  |                                  |
| VÍK | Víkingur Gøta                    |                                  |                                  |
| Awans z 2. deild kvinnur 2007                                                                                 |                                  |                                  |                                  |
| Skála | Skála ÍF                         | 1                                |                                  |
| VBS | VB/Sumba                         | 2                                |                                  |
| Oznaczenia: - kolumna pierwsza – skróty nazw drużyn, - kolumna trzecia – miejsce zajęte w poprzednim sezonie. |                                  |                                  |                                  |

## Rozgrywki

### Tabela ligowa
| Lp. | Drużyna          | M  | Z  | R | P  | Bramki | Bramki | Różn. | Pkt | Uwagi                                     |
| --- | ---------------- | -- | -- | - | -- | ------ | ------ | ----- | --- | ----------------------------------------- |
| 1   | KÍ Klaksvík (M)  | 20 | 19 | 1 | 0  | 96     | 8      | +88   | 58  | Liga Mistrzów UEFA • Runda kwalifikacyjna |
| 2   | AB Argir         | 20 | 11 | 2 | 7  | 42     | 25     | +17   | 35  |                                           |
| 3   | Víkingur Gøta    | 19 | 10 | 2 | 7  | 40     | 36     | +4    | 32  |                                           |
| 4   | B36 Tórshavn (S) | 20 | 9  | 3 | 8  | 29     | 26     | +3    | 30  | Drużyna rozwiązana                        |
| 5   | Skála ÍF         | 20 | 5  | 1 | 14 | 32     | 66     | −34   | 16  |                                           |
| 6   | VB/Sumba (S)     | 19 | 0  | 1 | 18 | 11     | 89     | −78   | 1   | Spadek do 2. deild                        |

### Wyniki spotkań
| Gospodarz \ Gość | AB  | B36 | KÍ  | Skála | VBS | VÍK |
| AB Argir         |     | 1:1 | 0:1 | 5:1   | 4:2 | 2:1 |
| B36 Tórshavn     | 2:1 |     | 1:1 | 4:3   | 1   | 2:2 |
| KÍ Klaksvík      | 3:0 | 2:0 |     | 4:0   | 7:2 | 5:1 |
| Skála ÍF         | 3:2 | 0:3 | 0:9 |       | 3:1 | 1:2 |
| VB/Sumba         | 1:5 | 0:6 | 0:9 | 1:1   |     | 2:4 |
| Víkingur Gøta    | 1:1 | 1:0 | 0:2 | 3:1   | 6:1 |     |

Aktualne na 13 maja 2015. Źródło: FaroeSoccer.com
Objaśnienia:
1Drużyna gospodarzy jest wymieniona po lewej stronie tabeli.
Kolory: zielony – zwycięstwo gospodarzy, żółty – remis, różowy – zwycięstwo gości.
| Gospodarz \ Gość | AB  | B36 | KÍ  | Skála | VBS  | VÍK |
| AB Argir         |     | 2   | 0:3 | 5:0   | 2    | 5:1 |
| B36 Tórshavn     | 1:2 |     | 0:3 | 2:1   | 1    | 3   |
| KÍ Klaksvík      | 2:0 | 6:1 |     | 4:1   | 9:0  | 4:2 |
| Skála ÍF         | 1:5 | 0:1 | 0:9 |       | 10:0 | 1:5 |
| VB/Sumba         | 0:4 | 0:3 | 0:9 | 0:3   |      | 4   |
| Víkingur Gøta    | 1:0 | 3:2 | 0:4 | 1:2   | 6:1  |     |

Aktualne na 13 maja 2015. Źródło: FaroeSoccer.com
Objaśnienia:
1Drużyna gospodarzy jest wymieniona po lewej stronie tabeli.
Kolory: zielony – zwycięstwo gospodarzy, żółty – remis, różowy – zwycięstwo gości.
Objaśnienia:
1. B36 Tórshavn przyznano bezbramkowe zwycięstwo walkowerem.
2. AB Argir przyznano bezbramkowe zwycięstwo walkowerem.
3. Víkingur Gøta przyznano bezbramkowe zwycięstwo walkowerem.
4. Meczu nierozegrano.

## Najlepsi strzelcy
| Bramki | Strzelcy                   | Drużyna        |
| ------ | -------------------------- | -------------- |
| 27     | Rannvá Andreasen           | KÍ Klaksvík    |
| 21     | Hanna Højgaard             | Víkingur Gøta  |
| 16     | Olga Kristina Hansen       | KÍ Klaksvík    |
| 15     | Elin Kathrina Thomsen      | AB Argir       |
| 13     | Sigrid Jacobsen            | KÍ Klaksvík    |
| 11     | Heidi Sevdal               | B36 Tórshavn   |
| 10     | Malena Josephsen           | KÍ Klaksvík    |
| 8      | Kirstinbjørg Frederiksberg | Skála ÍF       |
| 8      | Sofía Purkhús              | KÍ Klaksvík    |
| 7      | Rakul Magnussen            | B36 Tórshavn   |
| 6      | Sólfríð Christiansen       | Skála ÍF       |
| 6      | Jóna Jacobsen              | Skála ÍF       |
| 5      | 2 zawodniczki              | 2 zawodniczki  |
| 4      | 6 zawodniczek              | 6 zawodniczek  |
| 3      | 6 zawodniczek              | 6 zawodniczek  |
| 2      | 12 zawodniczek             | 12 zawodniczek |
| 1      | 20 zawodniczek             | 20 zawodniczek |
| sam.   | 6 zawodniczek              | 6 zawodniczek  |